# Tawui
Tawui is een bestuurslaag in het regentschap Oost-Soemba van de provincie Oost-Nusa Tenggara, Indonesië. Tawui telt 1415 inwoners (volkstelling 2010).